# Tagliata stradale Bus de Vela
La tagliata stradale Bus de Vela, in tedesco Straßensperre Bus de Vela e oggi popolarmente conosciuta come forte di Cadine, è uno dei forti austro-ungarici facente parte della Fortezza di Trento (Festung Trient). Il forte si trova in località Cadine ed appartiene al grande sistema di fortificazioni austriache al confine italiano.

## Storia

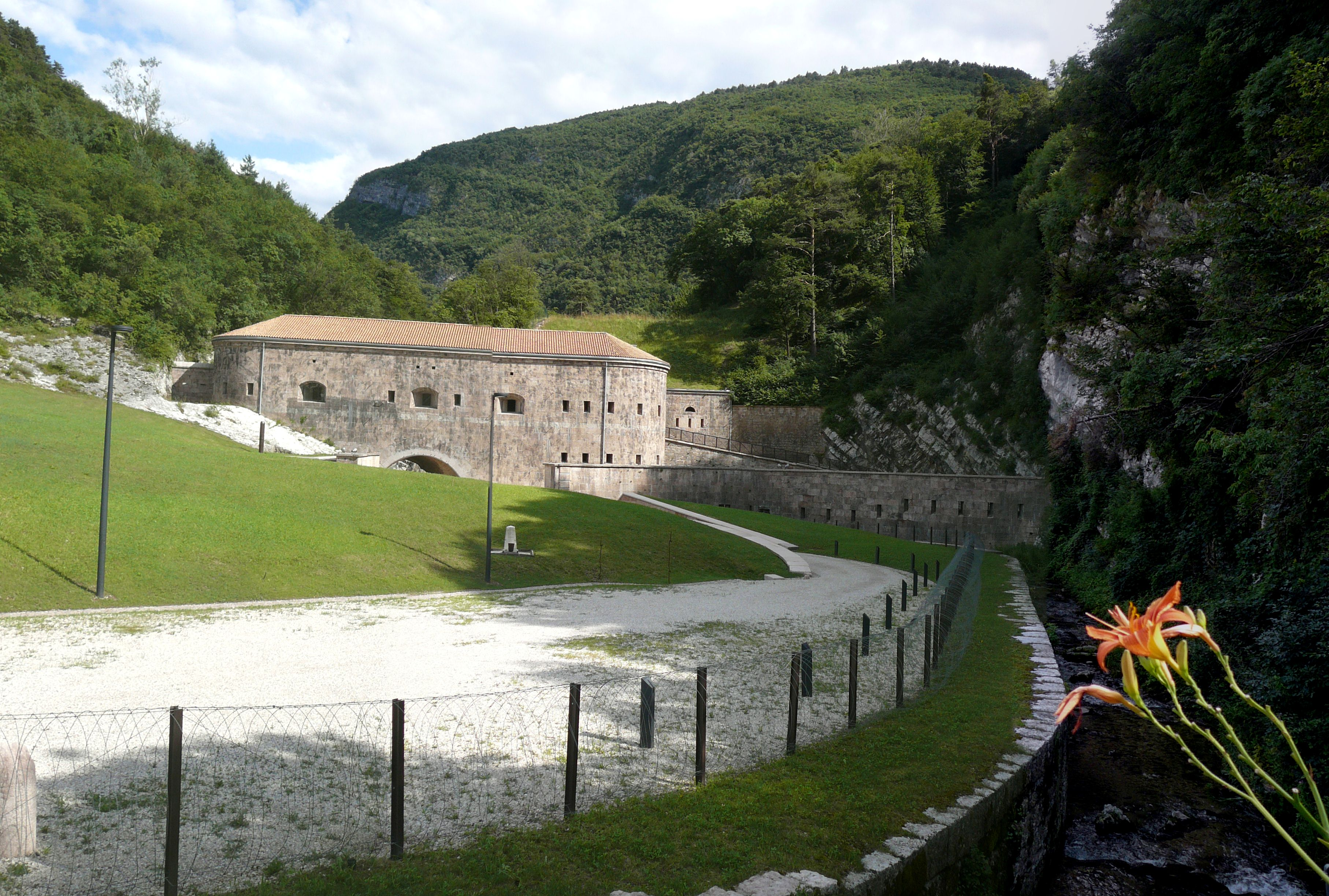
La tagliata al giorno d'oggi

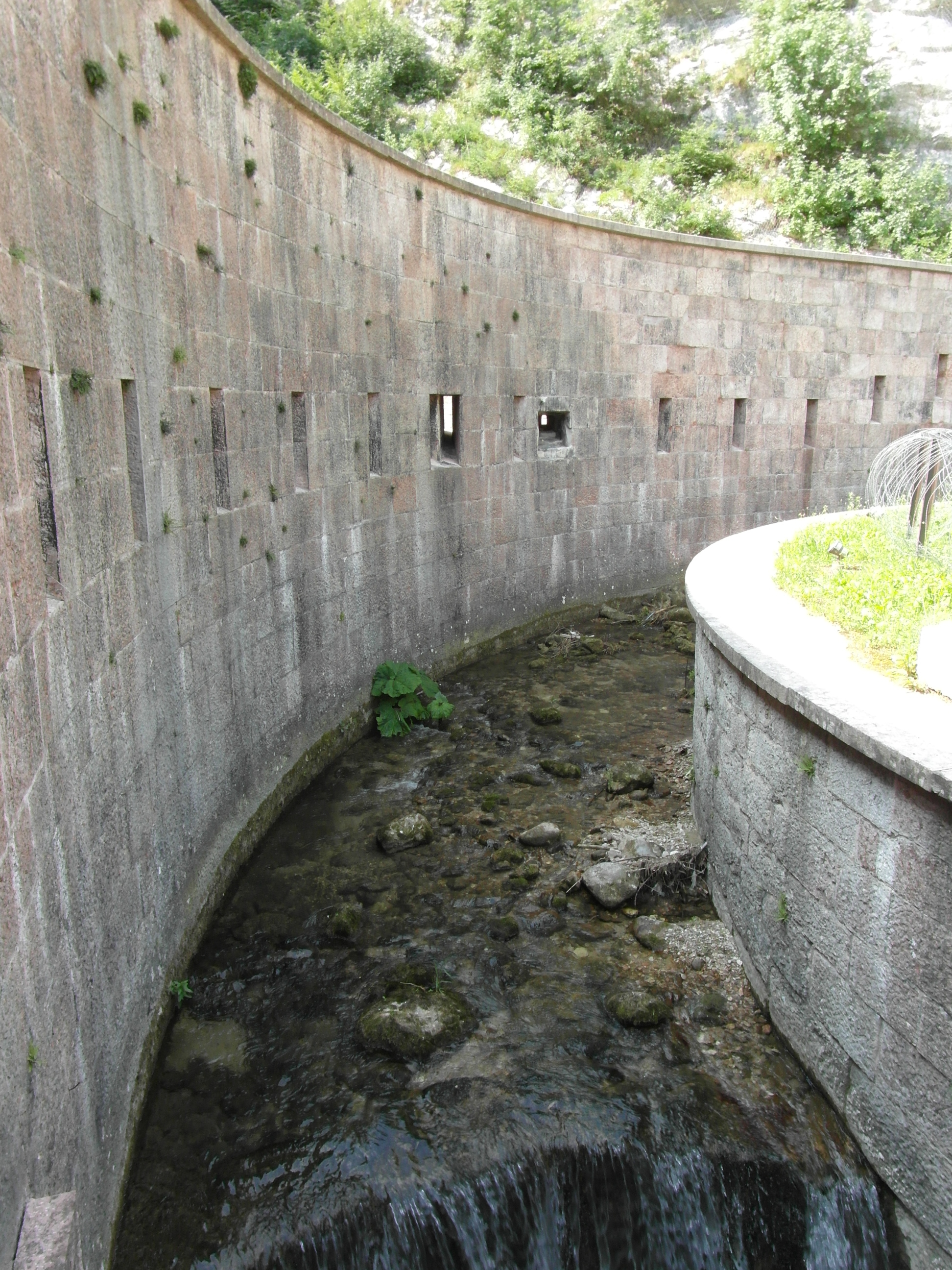
La deviazione del torrente per il fossato

Anche lo stretto passaggio del torrente Vela, via d'accesso occidentale alla città dopo la realizzazione di una carreggiabile, venne costruito tra il 1860 e il 1861, fortificato già nel 1862 sotto la direzione del von Khunenfeld. Si tratta di una vera e propria tagliata stradale, cioè il suo controllo non si estendeva su un'ampia area ma tutte il suo armamento principale era puntato sulla strada che risaliva da Riva del Garda; esso doveva prevenire un avanzamento proveniente dalla Lombardia. Dotato di tre cannoni di medio calibro, era provvisto di due ali avanzate a protezione delle immediate vicinanze.
Nel complesso era un'opera realmente ben munita, e che poteva contare su validi appoggi per la protezione dei lati, il forte Doss di Sponde (collegato mediante una strada militare) e il campo trincerato del Soprasasso, assieme alla batteria di Candriai e al blockhaus Mandolin. La fortificazione è realizzata in conci di pietra calcarea di colore rosa ben lavorata. Tre cinte erano poste al suo contorno in aggiunta alla deviazione del torrente Vela. Nonostante le energie spese, il forte non fu mai coinvolto in uno scontro armato e fu dismesso nel 1915.
Il forte poteva ospitare una guarnigione di un ufficiale e 20 uomini in tempo di pace, mentre in tempo di guerra 2 ufficiali e 79 soldati.
Un'ottima visuale della tagliata stradale si ha dalla strada Gardesana. Inoltre l'opera era dotata di un ponte levatoio.
Sotto il fornice, la roccia emergente dal sedime riporta quella che leggenda vuole essere l'impronta della mano di San Vigilio.
Dopo la sua perdita strategica l'esercito italiano lo adottò come polveriera, poi fu venduto a privati. Nel 1991 venne acquisito dalla provincia che dal 2006 ha restaurato il forte con l'aiuto della Sovrintendenza provinciale ai beni architettonici. Dal 2012 è gestito dalla Fondazione Museo storico del Trentino. Nel 2018 ha ricevuto il Marchio del patrimonio europeo, con la seguente motivazione:
"Il Forte ci ricorda le divisioni storiche, i conflitti militari e i cambiamenti dei confini e fornisce il contesto necessario per comprendere meglio il valore delle frontiere aperte e della libera circolazione".

## Ubicazione

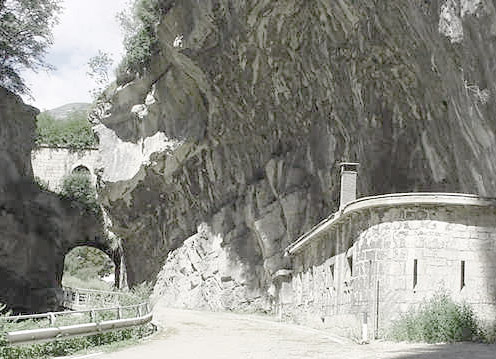
La tagliata stradale del forte Bus de Vela, a Trento

Il forte sorge all'imbocco della gola del torrente Vela, affluente di destra dell'Adige in corrispondenza dell'omonimo villaggio, sulla Strada statale 249 Gardesana Orientale, a 4 chilometri da Trento.
È uno dei più significativi apprestamenti fortificati del Trentino e venne costruito dagli austriaci nel 1860.
La tagliata è meravigliosamente inserita in un particolarissimo ambiente ed è la protagonista di un preciso paesaggio storico.
È un'opera in casamatta di conci di calcare rosso organizzata a tagliata sulla roccia, tanto da permettere soltanto il passaggio della strada statale e del torrente Vela, che in questo punto scorre in un alveo occulto artificiale.
Dopo l'annessione del Trentino all'Italia fu usato quale deposito di munizioni (polveriera del Bus de Vela).

## Armamento

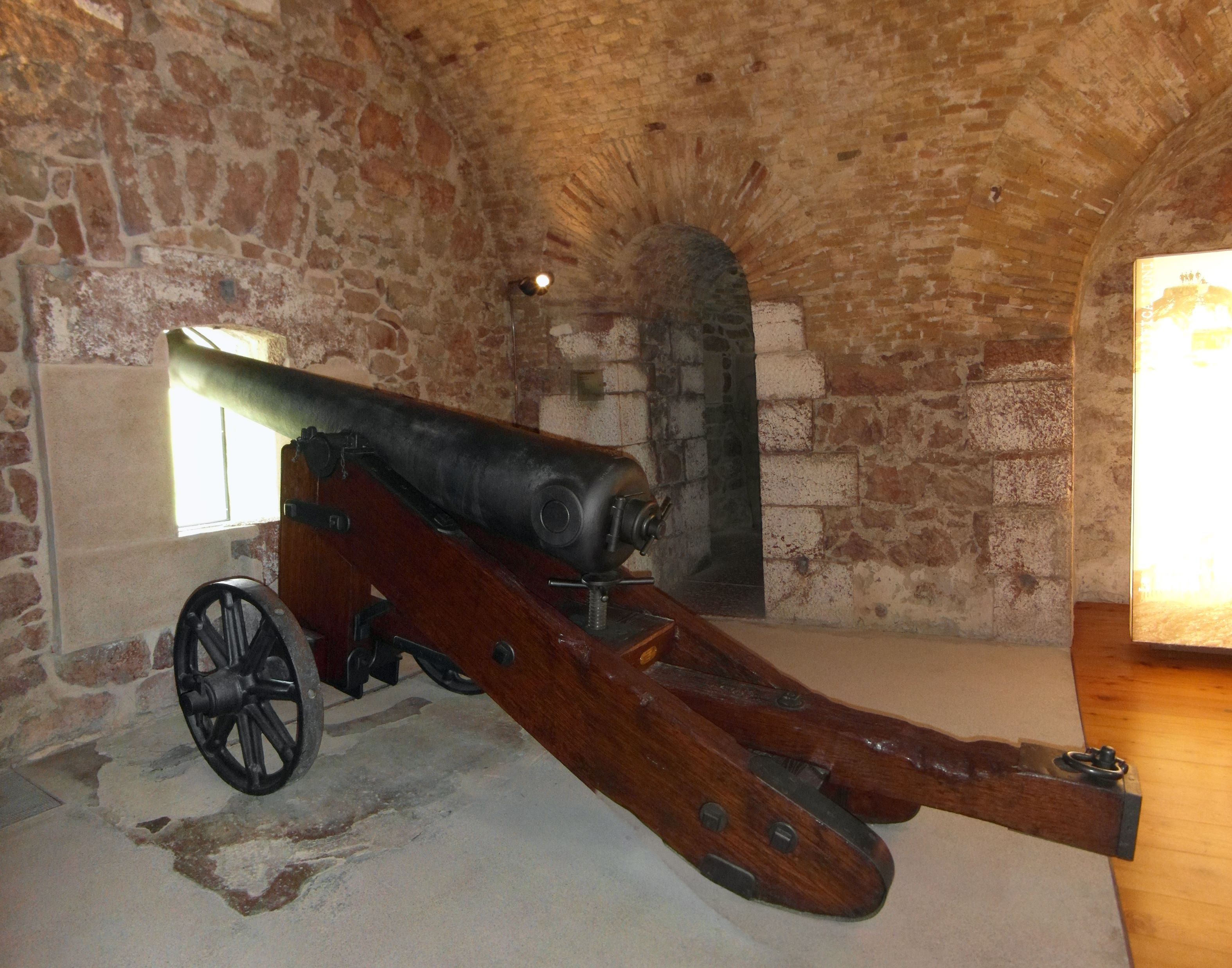
Uno dei cannoni ad oggi presente al forte

Originariamente il forte era armato due cannoni in ferro a canna liscia da 24 libbre in casamatta.
Nel 1875 vennero però sostituiticon 3 cannoni da 12 cm M.61 a canna rigata in casamatta e 2 cannoni da 10 cm M.63 in barbetta.
Dal 1909 furono ancora sostituiti con 3 cannoni da 9 cm M.04 in casamatta e 2 cannoni da 9 cm M.75 in barbetta.
Esso fu armato solo tra il 1875 e il 1909.